# Ultranacionalismo palingenético
Ultranacionalismo palingenético é a definição proposta pelo cientista político britânico Roger Griffin de um tipo de "fascismo genérico" no seu livro The Nature of Fascism (em inglês: A Natureza do Fascismo) de 1991. Segundo o autor, um elemento chave da ideologia fascista é que uma "contrarrevolução" seria necessária para que o renascimento da nação (ou palingênese) possa ocorrer.
Para Roger Griffin, a síntese peculiar entre a palingênese e o ultranacionalismo é o que diferencia o fascismo do "para-fascismo" e de outras ideologias autoritárias nacionalistas. O autor argumenta que para que exista um "fascismo verdadeiro" é necessário que exista um "fascismo mínimo". Segundo ele o fascismo é uma ideologia política que se fundamenta pela "lógica mítica perversa" da destruição, à qual o fascista acredita que será sucedida por um renascimento político.

## História
A ideia foi apresentada pela primeira vez no livro de 1991 The Nature of Fascism. E foi expandida pelo artigo "Staging the Nation's Rebirth: The Politics and Aesthetics of Performance in the Context of Fascist Studies" (em inglês: Apresentando o Renascimento Nacional: Política e Estética Peformática no Contexto de Estudos do Fascismo). A teoria de Roger Griffin sobre o "fascismo verdadeiro" é uma ideia recente e não é explicitamente anunciada em tratados políticos mais anteriores do campo, como n'A Doutrina do Fascismo de Benito Mussolini e Giovanni Gentile, entre outros. Enquanto trabalhos mais antigos descrevam a ideia do fascismo "revolucionário", eles não colocam a "revolução" como uma condicionante necessária ao aparecimento do fascismo.

Roger Griffin argumenta que o fascismo uso o "mito palingenético" para atrair grandes massas de eleitores que perderam a fé na política tradicional e na religião ao prometê-los um futuro melhor sob um governo fascista.  Essa promessa não é feita exclusivamente pelos fascistas: outras ideologias políticas também incorporam alguns elementos palingenéticos nos seus programas partidários, tendo em vista que é natural que os políticos prometam melhorar a situação de um país. Movimentos mais radicais geralmente querem derrubar a ordem anterior, que se tornou decadente e inadequada ao "homem comum". Essa demolição poderosa e enérgica dos costumes antigos podem requerer alguma forma de revolução ou de batalha que é apresentada como gloriosa e necessária. Esses movimentos então comparam o passado (recente) com o futuro, que é apresentado como sendo o renascimento de uma sociedade depois de um período de declínio em miséria.  O mito palingenético também pode recorrer à representação de uma "era de ouro" no passado da nação para que assim o passado possa ser o guia para um futuro melhor com um regime reacionário. O fascismo se distingue de outros movimentos que utilizam o mito palingenético por meio do seu uso estético da revolução, ou, segundo Roger Griffin:
Os horizontes mitológicos da mentalidade fascista não se estendem para depois desse estágio inicial. Ele propõe substituir a gerontocracia, a mediocridade e a fraqueza nacional com juventude, heroísmo e a grandeza nacional. Abolir a anarquia e decadência e trazer ordem e saúde. Inaugurar um entusiasmante Mundo Novo no lugar daquele que existiu antes dele. Colocar o governo nas mãos de personalidades extraordinárias ao invés de não-entidades.
Durante todo esse processo um grande líder combateria os representantes do sistema antigo com apoio popular. Na utopia fascista, uma grande massa de pessoas vai aparecer com apenas um objetivo: criar um futuro novo. Um movimento fascista teria, idealmente, fé infinita nesse herói mítico que representaria tudo em que o movimento acredita. De acordo com essa ideologia utópica, sob essa liderança o país renasceria como uma fênix das cinzas da corrupção e da decadência.

## Exemplos contemporâneos
O nacional-anarquismo, uma ideologia sincrética desenvolvida na década de 1990 por ex-terceiro posicionistas, tem sido descrita por querer promover um "nacionalismo palingenético antiestadista"